# Martin Bristow
Thomas Richard Martin Bristow (ur. 15 listopada 1913 w Dudley, zm. 31 lipca 2007 w Esteponie) – brytyjski wioślarz, srebrny medalista olimpijski.
Kształcił się w Dulwich College i Pembroke College University of Cambridge. W 1935 wziął udział w The Boat Race, odnosząc zwycięstwo.
Wystartował na igrzyskach olimpijskich w Berlinie w 1936 roku, gdzie Brytyjczycy w składzie: Martin Bristow, Alan Barrett, Peter Jackson i Jan Sturrock zdobyli srebrny medal w czwórkach bez sternika. W finale uplasowali się o 4,6 sekundy za osadą III Rzeszy i o 4,1 sekundy przed osadą Szwajcarii. Był to jego jedyny start olimpijski.